# Мангустов лемур
Мангустовият лемур (Eulemur mongoz) е вид бозайник от семейство Лемурови (Lemuridae). Видът е критично застрашен от изчезване.

## Разпространение и местообитание
Разпространен е в Мадагаскар.